# Epilichen
Epilichen is een monotypisch geslacht van korstmossen dat behoort tot de orde Rhizocarpales van de ascomyceten. 

## Soorten
Volgens Index Fungorum telt het geslacht een soort (peildatum februari 2023):
| Soortnaam           | Auteur(s)    | Publicatiejaar |
| ------------------- | ------------ | -------------- |
| Epilichen scabrosus | (Ach.) Clem. | 1909           |